# Pollmann International
Pollmann International ist ein 1888 in Karlstein gegründetes Unternehmen. Heute ist es im Bereich der Kfz-Zulieferindustrie international tätig.

## Unternehmen
Das Unternehmen wurde 1888 von dem Uhrmacher Franz Pollmann als Handwerksbetrieb zur Herstellung feinmechanischer Geräte und Uhren in Karlstein gegründet, wo es noch heute seinen Sitz hat und 500 Mitarbeiter beschäftigt. Internationale Standorte befinden sich in China, den Vereinigten Staaten und in Tschechien. Das Leistungsspektrum umfasst: Entwicklung und Konstruktion, Prototypenbau, Werkzeugbau, Automatisierungstechnik, Dreherei, Stanzerei, Kunststoffspritzerei, Löten, Schweißen und Baugruppenmontage.
Weltweit beschäftigt das Unternehmen etwa 1100 Mitarbeiter. 2012 wurde ein Umsatz von 100 Millionen Euro erwirtschaftet.

## Standorte

### Pollmann Austria GmbH – Zentrale
Seit den 1890er Jahren befindet sich die Unternehmenszentrale im Norden Österreichs, in Karlstein. Hier befindet sich die zentrale Forschung und Entwicklung.

### International
Im Jahre 1991 wurde der tschechische Standort in Jindřichův Hradec aufgebaut. Hier befindet sich die Baugruppenfertigung. 2001 wurde der Standort in Romeoville errichtet. Mit dem im Jahre 2006 gegründeten Standort in Kunshan ist das Unternehmen in Asien vertreten.